# Nago
Nago (Japans: 名護市; Okinawan:Nagu) is een stad in het noordelijke deel van Okinawa, Japan. In 2008 telde de stad 60.598 inwoners. De totale oppervlakte bedraagt 220,30 km². Nago is een toeristische stad, de kust en zijn stranden trekken veel toeristen aan.
Nago beheert ook een internationale wielerwedstrijd, de Ronde van Okinawa.

Subprefecturen:
Miyako · Yaeyama

Steden:
Ginowan · Ishigaki · Itoman · Miyakojima · Nago · Naha (hoofdstad) · Nanjo · Okinawa · Tomigusuku · Urasoe · Uruma

Districten:
Kunigami · Miyako · Nakagami · Shimajiri · Yaeyama
Gemeenten per district